# Otto zu Windisch-Graetz

Otto und Elisabeth Marie zu Windisch-Graetz (Hochzeitsfoto, 1902)

Otto zu Windisch-Graetz (* 7. Oktober 1873 in Graz als Otto Weriand Hugo Ernst Prinz zu Windisch-Graetz, ab 1902 Fürst zu Windisch-Graetz; † 27. Dezember 1952 in Lugano) war ein österreichischer Adeliger, der durch seine Heirat mit Erzherzogin Elisabeth Marie von Österreich, der so genannten „roten Erzherzogin“, bekannt wurde.
Nach dem Ersten Weltkrieg wurde Otto zu Windisch-Graetz jugoslawischer Staatsbürger, womit er wohl nicht mehr dem österreichischen Adelsaufhebungsgesetz von April 1919 unterlag.

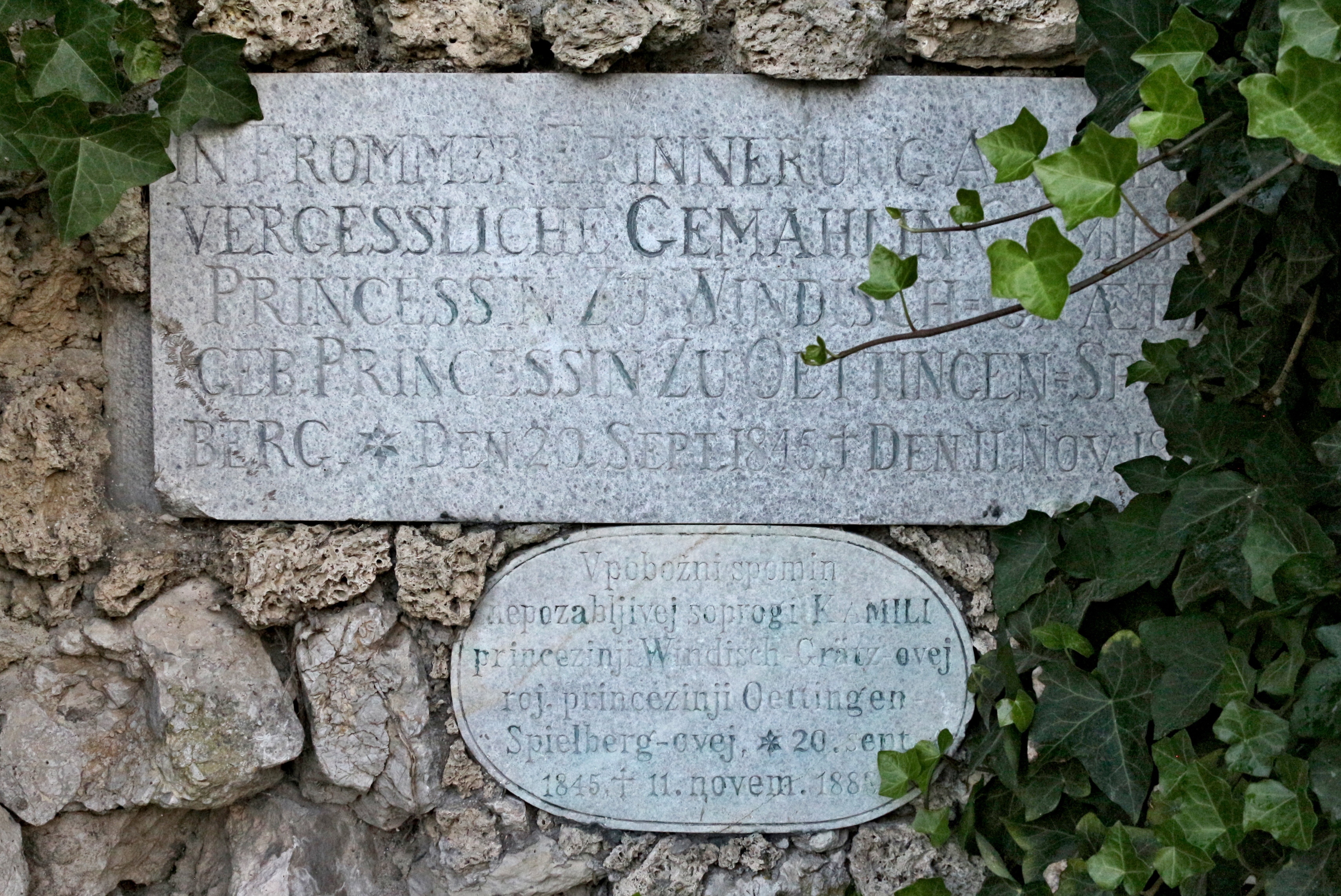
Bled (Insel); in liebevoller Erinnerung Kamilla, geb. Prinzessin zu Oettingen-Oettingen und Oettingen-Spielberg (1845–1888).

## Leben

### Herkunft und militärische Laufbahn
Otto, aus der Familie Windisch-Graetz stammend, war der zweite Sohn von Ernst Ferdinand Weriand Prinz zu Windisch-Graetz (1827–1918) und Kamilla, geb. Prinzessin zu Oettingen-Oettingen und Oettingen-Spielberg (1845–1888).
1891 trat er als Zögling in die k. u. k. Kavalleriekadettenschule in Mährisch-Weißkirchen ein, die er in zwei Jahren mit mäßigem Erfolg absolvierte. 1894 bis 1895 besuchte er die Brigadeoffiziersschule in Olmütz und wurde mit 1. Mai 1895 zum Leutnant befördert. Nach einer zweijährigen Stationierung in Brünn erfolgte 1899 seine Ernennung zum Oberleutnant und sein Eintritt in die Kriegsschule, die er 1901 mit gutem Erfolg abschloss.
Im Ersten Weltkrieg kommandierte er ein Bataillon Tiroler Jäger.

### Ehe mit Erzherzogin Elisabeth
Im September 1900 verliebte sich Erzherzogin Elisabeth Marie von Österreich (1883–1963), Tochter von Kronprinz Rudolf und Kronprinzessin Stephanie sowie Enkelin von Kaiser Franz Joseph I. und Kaiserin Elisabeth, in Otto Prinz zu Windisch-Graetz. Dieser war jedoch Elisabeth nicht voll ebenbürtig, da er zwar von hohem Adel, aber nur aus standesherrlicher Familie abstammte. Dennoch stimmte der Kaiser der Verbindung seiner Enkelin zu und erhob den Bräutigam anlässlich der Heirat am 23. Jänner 1902 in Wien in den persönlichen Fürstenstand, während gleichzeitig seine Gattin auf alle Thronansprüche verzichten musste.
Das Ehepaar trennte sich nach unglücklichem Verlauf der Ehe im Jahr 1919 – nach anderen Quellen 1924. Um die vier gemeinsamen Kinder entbrannte ein jahrelang geführter Sorgerechtsstreit; erst 1948 wurde die Ehe geschieden.

### Sportliches Engagement
Er war ein exzellenter Reiter, sehr guter Schwimmer, Turner und Fechter. Bei den Eiskunstlauf-Weltmeisterschaften 1913 am Sportplatz Engelmann in Wien hatte er das Ehrenpräsidium übernommen.
1911 wurde Windisch-Graetz Präsident des Österreichischen Zentralverband für gemeinsame Sportinteressen, der auch die Funktion des Olympischen Komitees einnahm. In dieser Eigenschaft wurde er 1911 in das Internationale Olympische Komitee (IOC) berufen. Den Olympischen Kongress in Paris 1914 eröffnete er als das ranghöchstes adliges Mitglied. Wegen Österreichischs Rolle im Ersten Weltkrieg wurde seine IOC-Mitgliedschaft suspendiert. Als das IOC in der Saison 1921 beschloss, die Mitgliedschaft von Windisch-Graetz wieder aufleben zu lassen, lehnte er dies ab, da er nicht mehr in Österreich wohne.

### Ab 1918 bis zum Tod
Nach Kriegsende 1918 wurde Windisch-Graetz jugoslawischer Staatsbürger und lebte auf seinen Ländereien nahe Bled (im heutigen Slowenien), die er vom König von Jugoslawien erworben hatte. Den Zweiten Weltkrieg verbrachte er mit seiner Schwester Marie Eleonore, Gräfin von Paar, in deren Palast in Böhmen. Nach dem Krieg übersiedelten sie in die Schweiz, wo sie in Lausanne lebten.
1952 starb Windisch-Graetz in Lugano und ist auf dem Friedhof in Lugano-Castagnola beerdigt.

## Nachkommen
1. Franz Josef Windisch-Graetz (* 1904 in Prag; † 1981 in Nairobi),[3] geb. und bis 1919[8] als Franz Josef Marie Otto Antonius Ignatius Oktavianus Prinz zu Windisch-Graetz:
  1. ⚭ (1934 in Brüssel) Ghislaine Windisch-Graetz (* 1912 in Ixelles/Elsene; † 1997 in Namur), geb. Gräfin d’Arschot Schoonhoven.
2. Ernst Windisch-Graetz (* 1905 in Prag; † 1952 in Wien),[3] geb. und bis 1919[8] als Ernst Weriand Maria Otto Antonius Expeditus Anselmus Prinz zu Windisch-Graetz:
  1. ⚭ (1927 in Wien) Ellen Windisch-Graetz (* 1906 in Scheibbs; † 1982 in Wien), geb. Ellen Skinner; gesch. 1938, annulliert 1940;
  2. ⚭ (1947 in Schwarzenbach an der Pielach) Eva Windisch-Graetz (* 1921 in Wien), geb. Eva Isbary.
3. Rudolf Johann Windisch-Graetz (* 1907 in Ploschkowitz (Ploskovice); † 1939 in Wien),[3] geb. und bis 1919[8] als Rudolf Johann Maria Otto Joseph Anton Andreas Prinz zu Windisch-Graetz.
4. Stephanie Björklund, verw. Gräfin d’Alcantara de Querrieu (* 1909 in Ploschkowitz (Ploskovice); † 2005 in Uccle/Ukkel),[3] geb. und bis 1919[8] als Stefanie Prinzessin zu Windisch-Graetz[9] Eleonore Maria Elisabeth Kamilla Philomena Veronika zu Windisch-Graetz:
  1. ⚭ (1933 in Brüssel) Graf Pierre d’Alcantara de Querrieu (* 1907 in Bachte-Maria-Leerne/Deinze; † 1944 KZ Sachsenhausen);
  2. ⚭ (1945 in Brüssel) Carl Axel Björklund (* 1906 in Högsjö; † 1986 in Anderlecht).